# 明日への道 (豊川誕のアルバム)
『明日への道』は、1976年3月1日に発売された、豊川誕の2枚目のアルバムである。

## 概要
白黒8ページの写真集付
2022年時点、未CD化。

## 収録曲
- A面

1. ひとりぼっちになった時
2. 星めぐり
3. 過ぎし日の雨
4. 大きな星
5. はじめて見た東京
6. ともだち

- B面

1. 僕のえらんだ道
2. 汚れなき悪戯
3. 忘れていた誕生日
4. ロック・メドレー
  1. サタデーナイト
  2. ムーブ・イット
  3. ジョニー・ビー・グッド
  4. のっぽのサリー
  5. アドロ
5. 生きるってすばらしい